# 诺基亚3210
诺基亚 3210是一部繼承自諾基亞 3110的GSM900/1800双频手机，在1999年發售。該手機自推出後大受歡迎，創下一億六千萬部的銷售量。

## 設計

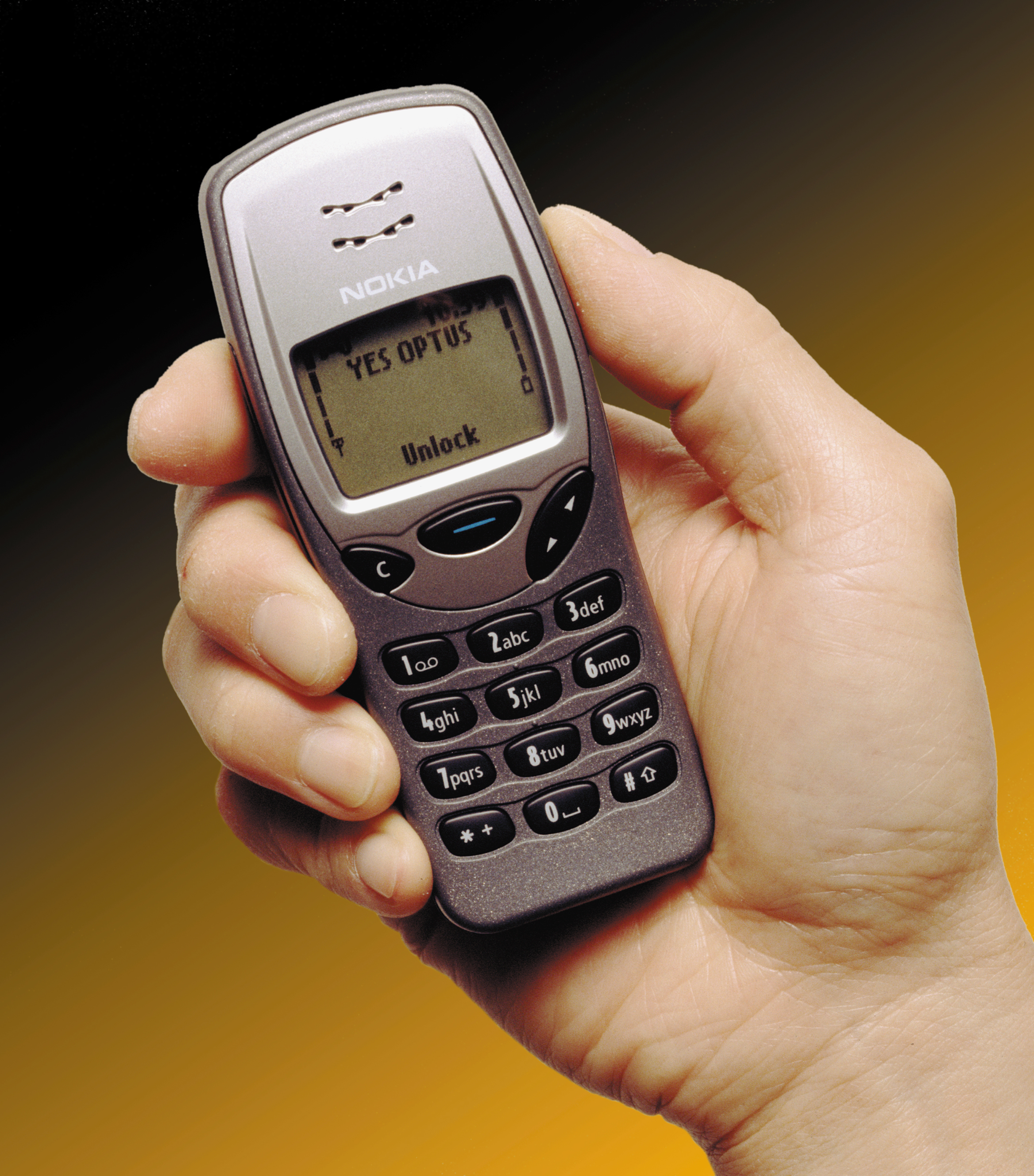
诺基亚 3210 手机

诺基亚 3210總重量只有153克，最大特點是可自由更換不同顏色的機殼，更是全球首台沒有外置天線的手機。

## 規格
- 備用時間: 55-260小時
- 可通話時間: 180-270分鐘
- 充電時間: 4小時
- 內建鈴聲編輯器
- 快速撥號
- 綠色背光
- T9輸入法

## 特色
除了內藏天線、可換殼等外在特色外，诺基亚 3210有許多內在創新：
- 機內置三款遊戲，包括著名的貪食蛇，另外有 Memory (pairs-memory game)及 Rotation兩款遊戲。
- 可傳送圖像訊息（預設或下載圖案）
- 有震動的響鬧功能

## 創新紀錄
- 該手機自推出後大受歡迎，創下一億六千萬部的銷售量。
- 由於十分堅硬，更可作為打開核桃的工具。

## 复刻版
2024年，HMD Global发布复刻版Nokia 3210。